# Eefke Mulder
Eefke Mulder, född den 13 oktober 1977 i Nijmegen, Nederländerna, är en nederländsk landhockeyspelare.
Hon tog OS-silver i damernas landhockeyturnering i samband med de olympiska landhockeytävlingarna 2004 i Aten.
Hon tog OS-guld i samma gren i samband med de olympiska landhockeytävlingarna 2008 i Peking.